# モルドバ共和国共産党

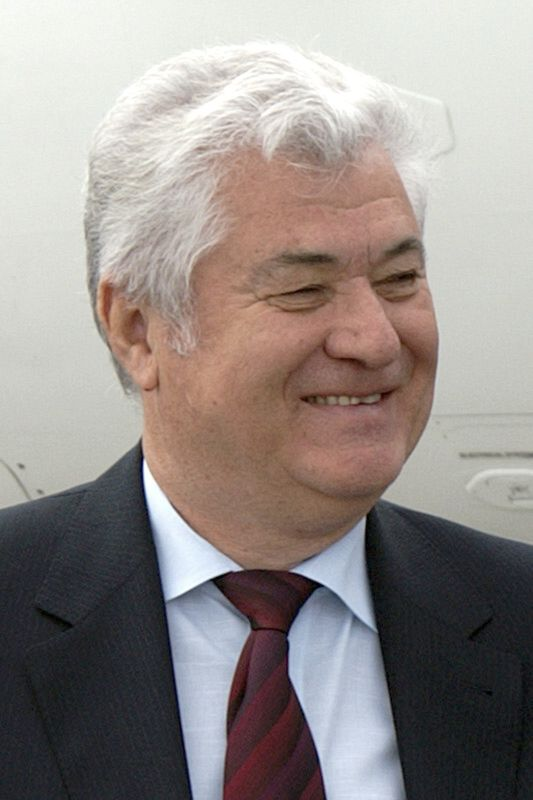
モルドバ共和国元大統領にして党最高権力者のウラジーミル・ヴォローニン

モルドバ共和国共産党（モルドバきょうわこくきょうさんとう、英: Party of Communists of the Republic of Moldova、略称：PCRM、ルーマニア語: Partidul Comuniştilor din Republica Moldova、モルドバ語: Партидул Комуништилор дин Република Молдова、ロシア語: Партия коммунистов Республики Молдова）は、ウラジーミル・ヴォローニン率いるモルドバの共産主義政党。旧ソ連の構成国で同国崩壊後に最初に本格的な与党となった共産主義政党でもある。欧州左翼党に加盟。

## 歴史
1994年結党。1996年の大統領選挙に際しヴォローニンを統一候補として擁立するも得票率は10.3%、3位に終わる。同選挙の第2回投票ではペトル・ルチンスキーを支持し勝利、与党として2名が閣僚入りする。

### 1998年議会選挙
「社会主義社会の再生」を掲げて戦った1998年の議会選挙では、得票率が30.1%となり40議席を獲得、議会第1党となる。しかし国民からの強い支持を受けながらも、中道右派の民主主義と改革同盟が連立与党となったため野党に留まった。翌年末にはルチンスキーがヴォローニンを大統領に指名したが、議会の支持を受けられず失敗に終わる。続く2001年2月の議会選挙において、得票率が49.9%と躍進し101議席中71議席を得る。

### 2001年議会選挙
議会で圧倒的多数となったのを背景に、2001年4月ヴォローニンが大統領に選出される。また、憲法裁判所の決定で大統領の政党党首の兼任が可能となったため、ヴォローニンが党首に再任された。

### 2005年議会選挙
2005年の議会選挙でも与党として勝利を収め、ヴォローニンが引き続き大統領に留まったほか、ジナイダ・グレチャヌイが首相に就任、マリアン・ルプがモルドバ議会議長となった。ヴォローニン政権では国営企業の民営化が行われ、欧州連合加盟への動きが本格化した。

### 2009年議会選挙

2009年4月の議会選挙で共産党が勝利した自治体。灰色の部分は未承認国家の沿ドニエストル共和国。

2009年4月の議会選挙及び暴動以後、国内情勢は一気に緊迫化する。議会解散に伴い7月に急遽選挙が行われることとなったため、新大統領の選出が困難となったのである。混迷の最中実施した7月の選挙では、45.07%と得票率が後退したのを尻目に、自由民主党、自由党、民主党、我がモルドバ同盟党の4党から成る欧州統合同盟が躍進、連立政権を樹立したため野党となった。ルプやイゴル・ドドンなど多くの党員も離党した。

## イデオロギー
2008年に採択した党則によると、第1条でモルドバ共和国共産党を「思想及び伝統の観点から（ソビエト）モルドバ共産党の合法的な後継政党」と位置づけている一方で、実際の政策との整合性について議論が続いている。エコノミストに至っては党名こそ「共産主義」を掲げているが実態は中道右派政党と見なす程である。2011年には、「真の共産党」を標榜してモルドバ共産党が結党された。

## 選挙公約
近年では国家の目標として次の4つを掲げている。
- 新たな生活の質
- 経済の近代化
- 欧州統合
- 社会の団結

## 選挙結果

### 議会選挙
| 選挙年    | 得票数  | %     | 当選者   | +/– |
| --------- | ------- | ----- | -------- | --- |
| 1998年    | 487,002 | 30.01 | 40 / 101 |     |
| 2001年    | 794,808 | 50.07 | 71 / 101 | 31  |
| 2005年    | 716,336 | 45.98 | 56 / 101 | 15  |
| 2009年4月 | 760,551 | 49.48 | 60 / 101 | 4   |
| 2009年7月 | 706,732 | 44.69 | 48 / 101 | 12  |
| 2010年    | 677,069 | 39.34 | 42 / 101 | 6   |
| 2014年    | 279,372 | 17.48 | 21 / 101 | 21  |